# Jehan Alain

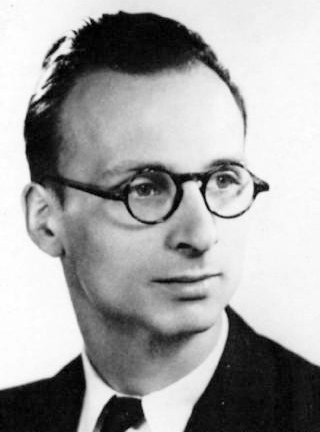
Jehan Alain

Jehan Ariste Alain (* 3. Februar 1911 in Saint-Germain-en-Laye, heute Département Yvelines; † 20. Juni 1940 bei Saumur, Département Maine-et-Loire) war ein französischer Organist und Komponist.

## Leben
Jehan Alains Vater Albert Alain (1880–1971) war Organist, Komponist und Orgelbauer und hatte bei Alexandre Guilmant und Louis Vierne Orgel studiert. Jehan Alains Bruder Olivier (1918–1994) und seine zwei Schwestern, Marie-Odile (1914–1937) und Marie-Claire (1926–2013) wurden ebenfalls Musiker.

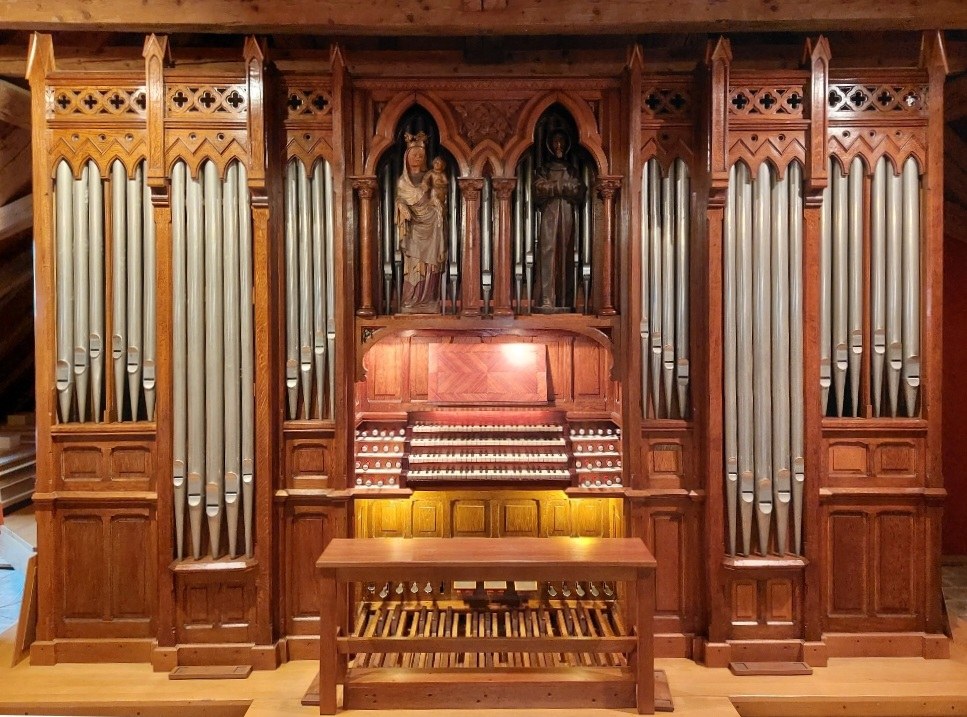
Hausorgel der Familie Alain

Alain erhielt seinen ersten Klavierunterricht bei Augustin Pierson, dem Organisten der Kathedrale Saint Louis in Versailles, sowie Orgelunterricht bei seinem Vater, der eine viermanualige Hausorgel im Wohnzimmer seiner Familie gebaut hatte. Bereits mit 13 Jahren vertrat ihn Jehan Alain als Organist an der katholischen Pfarrkirche in St. Germain-en-Laye.
Von 1927 bis 1939 studierte Alain am Conservatoire National Superieur in Paris, wo er erste Preise in Harmonielehre, Fuge, Kontrapunkt, Orgel und Improvisation erhielt. Zu seinen Lehrern zählten André Bloch, Georges Caussade, Jean Roger-Ducasse, Paul Dukas und Marcel Dupré. 1936 gewann er den ersten Preis der Amis de l’Orgue in Paris für seine dreisätzige Suite für Orgel.
1935 wurde Alain zum Organisten an St. Nicolas de Maisons-Laffitte ernannt, wo er vier Jahre lang arbeitete. Darüber hinaus spielte er regelmäßig im Temple Israëlite in der Rue Notre-Dame-de-Nazareth 3. Arrondissement in Paris, wo im Jahre 1938 die einzige bekannte Tonaufnahme von ihm, eine sechsminütige Orgelimprovisation, gemacht wurde.
Nach der Kriegserklärung im September 1939 wurde Alain zum Kriegsdienst einberufen und fiel am 20. Juni 1940 in einem Gefecht bei Saumur, zwei Tage bevor der Waffenstillstand in Compiègne geschlossen wurde. Er hinterließ seine Frau Madeleine Payan (1912–1975), die er 1935 geheiratet hatte, und drei Kinder (Lisa, Agnès und Denis).

## Ehrungen
- Posthum wurde Jehan Alain das Croix de guerre verliehen
- Zum Andenken an seinen gefallenen Freund Alain komponierte Maurice Duruflé sein Prelude et Fugue sur le nom d’Alain, das dessen Namen in motivisches Material verwandelt.
- Jean Langlais erinnerte mit dem Satz „Chant héroïque“ aus seinen Neuf pièces von 1942/1943 an Jehan Alain.

## Werk
Alains kompositorisches Schaffen wurde nicht nur durch die musikalische Sprache von Claude Debussy und Olivier Messiaen beeinflusst, sondern ebenso durch fernöstliche Musik, Tanz und Philosophie, das neu erwachte Interesse an der Musik des 16. bis 18. Jahrhunderts und den Jazz.
Alains Schaffen umfasst mehr als 140 Kompositionen. Er schrieb Musik für Klavier und Orchester sowie Vokal- und Kammermusik. Seine Bekanntheit verdankt er aber vor allem seinen Werken für Orgel.

## Werkverzeichnisse
Die nachstehende Werkliste mit dem Kürzel JA wurde 2001 von Marie-Claire Alain im Zuge der Leduc-Ausgabe erstellt. Die Nummerierung stammt teilweise von Jehan Alain, der seine zahlreichen Manuskripte ohne jegliche Chronologie mit arbiträren Ordnungsnummern versehen hatte. Ein chronologisches Werkverzeichnis wurde erstmals 1945 von Bernard Gavoty (93 opus-Nummern) und  ein neues, umfassenderes Verzeichnis 1983 (siehe Bibliographie) von Helga Schauerte veröffentlicht. Letzteres wurde 1999 mit dem Kürzel AWV versehen in die 2. Ausgabe der MGG (Musik in Geschichte und Gegenwart) aufgenommen sowie 2001 von The New Grove Dictionary of Music and Musicians übernommen. Ein aktualisiertes Werkverzeichnis sowie ein Manuskriptenverzeichnis befinden sich in Schauertes jüngster Alain-Biographie (Sampzon, Delatour France, 2020 Französisch / 2022 Englisch)
- 1929
  - JA 21 – Togo, für Klavier [Juni 1929]
  - JA 7bis – Berceuse sur deux notes qui cornent, für Orgel [August 1929]
  - JA 3 – Etude sur un thème de quatre notes, für Klavier [November 1929]
  - JA 8 – Chanson triste, für Klavier [1929]

- 1930
  - JA 9 – Ballade en mode phrygien, für Orgel oder Klavier [Januar 1930]
  - JA 2 – Thème et cinq variations, für Klavier [Februar 1930]
  - JA 14 – Lamento, für Orgel [Februar 1930]
  - JA 1 – Quarante variations, für Klavier [April 1930]
  - JA 17 – Des nuages gris, für zwei Klaviere [Juni 1930]
  - JA 4 – Ecce ancilla Domini, für Klavier [August 1930]
  - JA 29 – Postlude pour l'Office de Complies, für Orgel [August 1930]
  - JA 130 – Adagio, für Klavier [12. August 1930]
  - JA 5 – Seigneur, donne-nous la paix éternelle (Choral), für Klavier [Oktober 1930]
  - JA 7 – Etude de sonorité sur une double pédale, für Klavier [Oktober 1930]
  - JA 10 – Etude sur les doubles notes, für Klavier [Oktober 1930]
  - JA 20 – Pour le défrichage, für Klavier [Dezember 1930]
  - JA 131 – Variations sur un thème donné de Rimsky-Korsakov, für vier Stimmen [Dezember 1930]
  - JA 131A – Variations sur un chant donné de Rimsky-Korsakov, für Orgel [Dezember 1930]
  - JA 131B – Variations sur un thème donné de Rimsky-Korsakov, für Streichquartett [Dezember 1930]
  - JA 129 – Lettre à son amie Lola pour la consoler d'avoir attrapé la grippe, für Klavier [1930]

- 1931
  - JA 12 – Petite rhapsodie, für Klavier [Februar 1931]
  - JA 16 – Mélodie-sandwich, für Klavier [23. Februar 1931]
  - JA 6 – Verset-Choral, für Orgel oder Klavier [März 1931]
  - JA 11 – Lumière qui tombe d'un vasistas, für Klavier [April 1931]
  - JA 15 – Histoire sur un tapis, entre des murs blancs, für Klavier [Mai 1931]
  - JA 18 – Canons à sept, für zwei Klaviere [Mai 1931]
  - JA 13 – Heureusement, la bonne fée sa marraine…, für Klavier [10. August 1931]
  - JA 19 – Nocturne, soir du 22 août 31, für Klavier [22. August 1931]
  - JA 22 – En dévissant mes chaussettes, für Klavier [September 1931]
  - JA 23 – 26 septembre 1931, für Klavier [26. September 1931]
  - JA 24 – Dans le rêve laissé par la Ballade des pendus de François Villon, für Klavier [4. Oktober 1931]
  - JA 143 – Pièces d'après François Campion, für Orgel [1931]

- 1932
  - JA 25 – Choral et variations – Mythologies japonaises, für Klavier [1932]
  - JA 27 – Variations sur L' Hymne Lucis Creator, für Orgel [Januar 1932]
  - JA 28 – Fugue en mode de fa, für Orgel oder Klavier [1932]
  - JA 35 – O quam suavis est, für Bariton [1932]
  - JA 36 – Le rosier de Mme Husson, für Klavier [März 1932]
  - JA 37 – Chant donné, für Orgel oder Klavier [1932]
  - JA 61 – Canon, für Klavier und Harmonium [1932]
  - JA 79 – Climat, für Orgel [März 1932]
  - JA 30 – Trois minutes : Un cercle d'argent, für Klavier oder Orgel [1932]
  - JA 31 – Trois minutes : Romance, für Klavier oder Orgel [1932]
  - JA 32 – Trois minutes : Grave, für Klavier oder Orgel [August 1932]
  - JA 34 – Cantique en mode phrygien, für vier gemischte Stimmen [September 1932]
  - JA 77 – Première danse à Agni Yavishta, für Orgel [13. Oktober 1932]
  - JA 78 – Deuxième danse à Agni Yavishta, für Orgel [13. Oktober 1932]
  - JA 33 – Petite pièce, für Orgel [Dezember 1932]
  - JA 38 – Complainte à la mode ancienne, für Orgel [1932]
  - JA 132 – Chant nuptial, für Bariton und Orgel [1932]
  - JA 132A – Chant nuptial, für Bariton, Bass, Violoncello und Orgel [1932]

- 1933
  - JA 26 – Variations chorales sur Sacris solemniis, für fünf gemischte Stimmen und Orgel [Januar 1933]
  - JA 64 – Premier Prélude profane (Wieder an), für Orgel oder Klavier [Februar 1933]
  - JA 64A – Adagio en quintette, für Streichquintett [1933]
  - JA 65 – Deuxième Prélude profane (Und jetzt), für Orgel oder Klavier [6. März 1933]
  - JA 39 – Chanson à bouche fermée, für vier gemischte Stimmen [1933]
  - JA 133 – Fugue sur un sujet de Henri Rabaud, für vier Stimmen [1933]
  - JA 133A – Fugue sur un sujet de Henri Rabaud, für Orgel [1933]
  - JA 133B – Fugue sur un sujet de Henri Rabaud, für Streichquartett [1933]
  - JA 72 – Première Fantaisie, für Orgel [1933]
  - JA 80A – Prélude, für Streichquintett [1933]

- 1934
  - JA 134 – Choral cistercien pour une Élévation, für Orgel [April 1934]
  - JA 66 – Intermezzo, für zwei Klaviere und Fagott [Juni 1934]
  - JA 66 bis – Intermezzo, für Orgel [März 1935]
  - JA 74 – Trois mouvements : Allegretto con grazia, für Flöte und Klavier [August 1934]
  - JA 74A – Intermède, für Violoncello und Klavier [August 1934]
  - JA 74B – Trois mouvements, für Flöte und Klavier oder Violine und Klavier [1934]
  - JA 73 – Trois mouvements : Andante, für Flöte und Klavier [Januar 1935]
  - JA 73A – Trois mouvements : Allegro vivace, für Flöte und Klavier [1935]
  - JA 74C – Trois mouvements, für Flöte und Orgel [1975]
  - JA 71 – Le jardin suspendu, für Orgel [Oktober 1934]
  - JA 69 – Suite : Introduction et variations, für Orgel [1935]
  - JA 69A – Andante con variazioni, für Streichquintett [1934]
  - JA 70 – Suite : Scherzo, für Orgel [1935]
  - JA 70A – Scherzo, für Streichquintett [1934]
  - JA 82 – Suite : Choral, für Orgel [1935]

- 1935
  - JA 81 – Andante, für Klavier [Januar 1935]
  - JA 81bis – Largo assai, ma molto rubato, für Violoncello und Klavier [1935]
  - JA 47 – Fantaisie pour chœur à bouche fermée, für drei gemischte Stimmen [9. August 1935]
  - JA 57 – Fugue, für Orgel [1935]
  - JA 57A – Fugue, für Klavier [1935]
  - JA 58 – Laisse les nuages blancs, für Sopran oder Tenor [1935]
  - JA 60 – Foire, für Stimme und Klavier [1935]
  - JA 62 – De Jules Lemaître, für Orgel oder Klavier [1935]
  - JA 63 – Fantasmagorie, für Orgel oder Klavier [1935]
  - JA 67 – Choral dorien, für Orgel [1935]
  - JA 68 – Choral phrygien, für Orgel [1935]
  - JA 75 – Prélude, für Orgel [1935]
  - JA 76 – Nocturne, für Klavier [1935]
  - JA 80 – Suite monodique : Animato, für Klavier [1935]
  - JA 89 – Suite monodique : Adagio, molto rubato, für Klavier [1935]
  - JA 89bis – Andante, für Orgel [1935]
  - JA 116 – Suite monodique : Vivace, für Klavier [1935]
  - JA 116A – Vivace, für Harfe [undatiert]
  - JA 87 – Prélude, für Klavier [1935]
  - JA 87A – Prélude et fugue, für Klavier [1935]

- 1936
  - JA 86 – Berceuse, für Klavier [17. April 1936]
  - JA 88 – Chanson tirée du „chat-qui-s'en-va-tout-seul“, für Sopran [1936]
  - JA 91 – Tarass Boulba, für Klavier [Oktober 1936]
  - JA 117 – Deuxième Fantaisie, für Orgel [1936]

- 1937
  - JA 119 – Litanies, für Orgel [15. August 1937]
  - JA 119A – Litanies, für zwei Klaviere [undatiert]
  - JA 84 – Quand Marion… , für Klavier [1937]
  - JA 85 – Nous n'irons plus au bois… , für Klavier [1937]
  - JA 90 – Complainte de Jean Renaud, für vier gemischte Stimmen [1937]
  - JA 92 – Final pour une sonatine facile, für Klavier [1937]
  - JA 93 – Suite facile : Barcarolle, für Klavier [1937]
  - JA 94 – Invention à trois voix, für Flöte, Oboe und Klarinette [1937]
  - JA 94A – Invention à trois voix, für Flöte und Orgel [1937]
  - JA 95 – Vocalise dorienne, für Sopran und Orgel [März 1937]
  - JA 95A – Vocalise dorienne – „Ave Maria“, für Sopran und Orgel [1937]
  - JA 98 – O salutaris, a cappella, für zwei gleiche Stimmen [1937]
  - JA 99 – Idée pour improviser sur le Christe eleison, für Klavier [1937]
  - JA 100 – Idée pour improviser sur le deuxième Amen, für Klavier [1937]
  - JA 118 – Variations sur un thème de Clément Janequin [1937]
  - JA 120 – Trois danses : Joies, Deuils, Luttes, für Orchester [1937]
  - JA 120D – Sarabande, für Orgel, Streichquintett und Pauken [1938]
  - JA 120 bis – Danse funèbre pour honorer une mémoire héroïque, für Orgel [1938]
  - JA 120A – Trois danses : Joies, Deuils, Luttes, für Orgel [1937–1940]
  - JA 120C – Trois danses : Joies, Deuils, Luttes, für zwei Klaviere [1944]
  - JA 120B – Trois danses : Joies, Deuils, Luttes, für Orchester [1945]

- 1938
  - JA 122 – Tantum ergo, für zwei ungleiche [sic!] Stimmen und Orgel [18. Januar 1938]
  - JA 136 – Messe modale en septuor, für Sopran, Alt, Flöte und Streichquartett oder Orgel [6. August 1938]
  - JA 135 – Monodie, für Orgel oder Klavier [8. September 1938]
  - JA 135A – Monodie, für Flöte [1938]
  - JA 138 – Aria, für Orgel [November 1938]
  - JA 138A – Aria, für Flöte und Orgel [1938]
  - JA 83 – O salutaris, dit de Dugay, für vier gemischte Stimmen [1938]
  - JA 96 – Faux-Bourdon pour le Laudate du VIème ton, für drei gleiche Stimmen [1938]
  - JA 97 – Le petit Jésus s'en va-t-à l'école, für Klavier [1938]
  - JA 101 – Noël nouvelet, für drei gemischte Stimmen [1938]
  - JA 101 A – Noël nouvelet, für Orgel [undatiert]
  - JA 112 – Que j'aime ce divin Enfant, für drei gemischte Stimmen [1938]
  - JA 112A – Que j'aime ce divin Enfant, für zwei gleiche Stimmen und Orgel [1938]
  - JA 113 – D'où vient qu'en cette nuitée… , für zwei gleiche Stimmen und Orgel [1938]
  - JA 113A – D'où vient qu'en cette nuitée… , für vier gemischte Stimmen [1990]
  - JA 114 – Le Père Noël passera-t-il ?, für eine Stimme [1938]
  - JA 115 – Transcription du Récit de Nazard de Clérambault, für Flöte und Orgel [1938]
  - JA 121 – Marche de Saint Nicolas, für zwei Clairons, Trommel und Orgel [1938]
  - JA 121A – Marche des Horaces et des Curiaces, für zwei Clairons, Trommel und Orgel [1938]
  - JA 124 – Messe grégorienne de mariage, für eine Stimme und Streichquartett [1938]
  - JA 125 – Messe de Requiem, für vier gemischte Stimmen [1938]
  - JA 126 – Fragment de la cantate de J. S. Bach : Erschallet, ihr Lieder, für zwei Trompeten und Orgel [1938]
  - JA 127 – Allegro du Concerto en sol majeur (sic) de Händel, für zwei Trompeten und Orgel [1938]
  - JA 128 – Concerto en si bémol majeur de Händel, für zwei Trompeten und Orgel [1938]
  - JA 136 – Messe modale en septuor, für Sopran, Alt, Flöte und Streichquartett, Orgel ad lib. [1938]
  - JA 137 – Prière pour nous autres charnels, für Tenor, Bass und Orgel [1938]
  - JA 137 A – Prière pour nous autres charnels, für Orchester [1946]
  - JA 139 – L'année liturgique israélite, für Orgel [1938]
  - JA 140 – Tantum ergo, für Sopran, Bariton und Orgel [1938]

- 1939
  - JA 123 – Tu es Petrus, für drei gemischte Stimmen [1939]
  - JA 141 – Salve, virilis pectoris, für Sopran, Tenor und Orgel [1939]
  - JA 142 – O salutaris, für Sopran und Orgel [1939]

- Undatierte Werke
  - JA 40 – Une scie, für Klavier
  - JA 41 – Il pleuvra toute la journée, für Klavier
  - JA 42 – Sur le mode ré, mi, fa…, für Klavier
  - JA 43 – Adagio, für Violoncello und Orgel
  - JA 44 – Amen, für Klavier
  - JA 45 – Un très vieux motif, für Klavier
  - JA 46 – Post-scriptum, für zwei Klaviere
  - JA 48 – Théorie, für Klavier
  - JA 49 – Le gai liseron, für Klavier
  - JA 50 – Sonata, für Klavier
  - JA 51 – Mephisto, für Klavier
  - JA 52 – La peste, für Klavier
  - JA 53 – Exposition
  - JA 54 – Sujet
  - JA 55 – Comme quoi les projets les plus belliqueux… , für Klavier
  - JA 56 – Le bon Roi Dagobert, für Klavier
  - JA 59 – Histoire d'un homme qui jouait de la trompette dans la forêt vierge, für Klavier

## Bibliografie
- Alain, Jehan. In: Wilibald Gurlitt (Hrsg.): Riemann Musiklexikon. 12., völlig neubearbeitete Auflage. Personenteil: A–K. Schott, Mainz 1959, S. 16–17 (Textarchiv – Internet Archive).
- Alain, Jehan. In: Carl Dahlhaus (Hrsg.): Riemann Musiklexikon. 12., völlig neubearbeitete Auflage. Personenteil: A–K, Ergänzungsband. Schott, Mainz 1972, S. 10.
- Marie-Claire Alain: Notes critiques sur l'œuvre d'orgue de Jehan Alain. A. Leduc, Paris 2000, ISBN 2-85689-057-1.
- Aurélie Decourt: Jehan Alain. Biographie, correspondance, dessins, essais. Éditions Comp'Act, Chambéry 2005, ISBN 2-87661-362-X.
- Bernard Gavoty: Jehan Alain, musicien français (1911–1940). Avec un choix de lettres et de dessins inédits. Albin Michel, Paris 1985, ISBN 2-7307-0261-X (Nachdr. d. Ausg. Paris 1945).
- Wilhelm Hafner: Das Orgelwerk von Jehan Alain (1911–1940) und sein Verhältnis zur französischen Orgelmusik des 20. Jahrhunderts. Verlag Körner, Baden-Baden 2000, ISBN 3-87320-592-0 (zugl. Dissertation, Universität Wien 1997).
- Helga Schauerte: Jehan Alain (1911–1940), das Orgelwerk. Eine monographische Studie (Kölner Beiträge zur Musikforschung; Bd. 137). G. Bosse, Regensburg 1983, ISBN 3-7649-2289-3.
- Helga Schauerte-Maubouet: Jehan Alain. In: Ludwig Finscher (Hrsg.): Die Musik in Geschichte und Gegenwart. Zweite Ausgabe, Personenteil, Band 1 (Aagard – Baez). Bärenreiter/Metzler, Kassel u. a. 1999, ISBN 3-7618-1111-X (Online-Ausgabe, für Vollzugriff Abonnement erforderlich)
- Helga Schauerte-Maubouet: Jehan Alain. Mourir à trente ans, Sampzon, Delatour France, 2020, ISBN 978-2-7521-0399-4; englische Übersetzung von Carolyn Shuster Fournier und Connie Glessner: Jehan Alain. Understanding His Musical Genius, Sampzon, Delatour France, 2022, ISBN 978-2-7521-0449-6